# Fulham FC
Fulham Football Club is een Engelse voetbalclub uit de Londense wijk Fulham. De club is opgericht in 1879 en is daarmee de oudste profclub uit Londen. The Cottagers, zoals de bijnaam luidt, spelen hun wedstrijden op Craven Cottage wat gekarakteriseerd wordt door de in 1905 gebouwde Johnny Haynes Stand, de oudste bestaande tribune in het Engelse profvoetbal. 

## Geschiedenis

### Southern Football League
Fulham werd opgericht in 1879 als Fulham St. Andrew's Church Sunday School Football Club. Tot op de dag van vandaag is er een plaquette ter herdenking van de oprichting aanwezig op de kerk. Na wat lokale prijzen in het amateurvoetbal werd de club op 12 december 1898 professioneel en ging het deelnemen aan de Southern Football League. Zij waren de derde club, na Arsenal en Millwall, uit Londen die professioneel werd. In 1903 promoveerde Fulham van de Southern Football League Second Division naar de First Division. Deze competitie won Fulham in 1906 en 1907.

### Second Division
Na haar tweede kampioenschap in de Southern Football League trad Fulham aan in de Second Division van de English Football League. In het debuutseizoen eindigde de club op de vierde plaats in de competitie, drie punten te kort komend voor promotie. In de FA Cup reikte het tot de halve finale, waarin het verloor van Newcastle United. De eindklassering van het debuutseizoen was het beste resultaat voor 21 jaar, waarna de club in 1928 degradeerde naar de Football League Third Division South.
Gedurende deze periode kreeg voorzitter Henry Norris het aanbod van Gus Mears om Fulham te verhuizen naar de grond waar tot op heden Stamford Bridge staat. Norris sloeg het aanbod af, waarna Mears Chelsea oprichtte.
Nadat Fulham vijfde, zevende en negende was geëindigd in haar eerste drie seizoenen in de Third Division South won het in 1932 die competitie. Hiermee keerde het terug in de Second Division, waarbij het in het seizoen dat het terugkeerde maar net promotie mistte naar de First Division.
Tijdens de Tweede Wereldoorlog lag de landelijke competitie stil en werden er enkel wat lokale (beker)competities afgewerkt. Craven Cottage werd gebruikt als trainingscomplex voor de militaire troepen om fit te blijven. Na de oorlog werd in 1946/47 pas weer de reguliere competitie hervat.

### First Division
Een zeventiende en achttiende plaats waren de eerste resultaten van Fulham op het hoogste niveau van Engeland, waarna het in haar derde seizoen in de First Division als allerlaatste eindigde en degradeerde. In 1950 tekende Johnny Haynes, die later zou uitgroeien tot Mister Fulham, een contract bij de club. Hij speelde gedurende achttien jaar, van 1952 tot en met 1970, ruim 600 wedstrijden voor de club en speelde hij voor geen enkele andere club uit het Verenigd Koninkrijk gedurende zijn carrière.
In 1958 haalde Fulham voor de derde maal de halve finale in de strijd om de FA Cup. Ze werden uiteindelijk uitgeschakeld door de overgebleven Busby Babes van Manchester United na de vliegramp van München een maand eerder. Het daaropvolgende seizoen eindigde Fulham als tweede in de competitie en promoveerde het terug naar de First Division. In 1959/60 behaalde Fulham de tiende plaats in de First Division, wat tot de negende eindklassering in 2003/04 het beste resultaat van de club was. Enkele jaren later kwam Fulham opnieuw tot de halve finale van de FA Cup.

### Heen en weer
De club streed keer op keer tegen degradatie met een aantal nipte ontsnappingen. Uiteindelijk degradeerde het in 1968 terug naar de Second Division en het seizoen erop zelfs naar de Third Division.
Fulham bleef twee seizoenen actief in de Third Division, waarin het in 1971 als runner-up promoveerde. Onder trainer Alec Stock werden er een aantal belangrijke spelers aangetrokken, waaronder Bobby Moore die overkwam van West Ham United. Hiermee behaalde het in 1975 voor het eerst, en tot op heden ook voor het laatst, de finale van de FA Cup. Ze verloren deze met 2-0 van de voormalig werkgever van Moore. Ook de Noord-Ierse topvoetballer George Best speelde rond die tijd voor The Cottagers en Rodney Marsh keerde terug bij de club.
In het seizoen 1979/80 wist Fulham slechts 11 van de 42 wedstrijden te winnen, wat resulteerde in een degradatie. De nieuwe hoofdtrainer Malcolm Macdonald had in zijn periode een sterk team, onder andere bestaande uit Ray Houghton, Tony Gale en Paul Parker, onder zijn hoede. Dit leverde in 1982 een promotie op naar de Second Division.
Fulham mistte net aan opeenvolgende promotie naar de First Division in 1983. De ploeg die zo veel belovend oogde werd snel verkocht omdat de club schulden had. Het was dan ook geen verrassing toen de club in 1986 naar de Third Division afdaalden. Een jaar later ging de club bijna failliet door een slecht geadviseerde en uiteindelijk mislukte fusering met Queens Park Rangers. Het was oud-speler Jimmy Hill die Fulham redde van de ondergang.
Door de oprichting van de Premier League schoof onder andere Fulham door naar de Second Division, maar na een teleurstellend seizoen 1993/94 degradeerde de club opnieuw. Twee jaar later volgde zelfs de laagste eindklassering ooit, door als zeventiende te eindigen in de Third Division.

### Al-Fayed-tijdperk
De Egyptische zakenman Mohamed Al-Fayed kocht Fulham in de zomer van 1997 voor 6,25 miljoen pond van Hill. Al-Fayed stelde oud-internationals Ray Wilkins en Kevin Keegan aan als hoofdtrainer en chief operating officer respectievelijk, waarbij de belofte werd gedaan binnen vijf jaar in de Premier League actief te zijn. Een onderling conflict tussen Wilkins en Keegan zorgde ervoor dat de laatst genoemde uiteindelijk aan het roer kwam te staan. Hij wist de club naar promotie te leiden. Nadat Keegan de club had verlaten voor een baan als bondscoach van Engeland en opvolger Paul Bracewell al snel werd ontslagen sloeg Fransman Jean Tigana er wél in de club naar de Premier League te begeleiden. Voor het eerst sinds 1968 was Fulham daardoor weer actief op het hoogste niveau. Gedurende het succesvolle seizoen moest aanvoerder Chris Coleman noodgedwongen toekijken en uiteindelijk zijn carrière beëindigen vanwege een auto ongeluk.
In haar debuutseizoen in de Premier League eindigde Fulham als dertiende, waardoor het vrij eenvoudig gehandhaaft bleef op het hoogste niveau. Gedurende het seizoen 2002/03 stond Fulham voornamelijk in het rechterrijtje, wat ertoe leidde dat Tigana plaats moest maken voor oud-aanvoerder Chris Coleman. Onder Coleman werden er in het restant van het seizoen 10 van de 15 punten behaald, waardoor Fulham in de Premier League bleef. In zijn eerste volledige seizoen behaalde Fulham zelfs de negende plaats. Die zomer moest het noodgedwongen afscheid nemen van sterspeler Louis Saha die voor 13 miljoen pond kon worden verkocht aan Manchester United, maar in het nieuwe seizoen bleef Fulham zonder problemen overeind en eindigde het wederom als dertiende. Ook in de jaren die volgde bleef Fulham behouden voor het hoogste niveau.

### Transformatie onder Hodgson
Op 30 december 2007 trad Roy Hodgson aan als hoofdtrainer van de club. Zijn termijn startte niet zoals gewenst. Zo duurde het een maand voordat hij zijn eerste overwinning boekte. Desondanks wist Hodgson met het team in de laatste speelronde Premier League-voetbal veilig te stellen. Het seizoen 2008/09 werd het beste seizoen in de clubhistorie doordat het als zevende eindigde in de Premier League. Hiermee stelde het een ticket voor Europees voetbal veilig. Dat werd het tweede seizoen ooit dat de club zou deelnemen aan een Europese clubcompetitie.
Ondanks dat Fulham als twaalfde eindigde wordt het seizoen 2009/10 als een van de succesvolste gezien doordat het de finale van de UEFA Europa League bereikte, waarin het aantrad tegen het Spaanse Atlético Madrid. De finale in het Volksparkstadion ging met 2-1 verloren na verlenging. Op weg naar de finale schakelde Fulham onder andere Hamburger SV, Juventus en Basel uit. Aan het einde van dat seizoen verliet Hodgson de club in ruil voor Liverpool.
Voormalig bondscoach van Wales, Mark Hughes, werd aangesteld als zijn opvolger. Hij verliet de club echter weer na elf maanden, terwijl de club op de achtste positie was geëindigd en Europees voetbal had behaald via het Fairplay-klassement.
Martin Jol tekende een tweejarig contract als hoofdtrainer van The Cottagers. Onder zijn leiding overleefde Fulham de groepsfase van de Europa League niet en ook de vorm in de competitie viel tegen. Halverwege het seizoen zag het ook nog eens Bobby Zamora vertrekken naar stadsgenoot Queens Park Rangers. De Russische-aanvaller Pavel Progrebnyak kwam over van VfB Stuttgart en moest hem opvolgen, maar vertrok die zomer alweer naar Reading.

### Khan-tijdperk
Door een teleurstellende start van het seizoen 2013/14 werd Jol in december 2013 ontslagen door de recent aangetreden eigenaar Shahid Khan. De club bezette op dat moment de achttiende plaats in de Premier League. Een andere Nederlander, René Meulensteen, nam zijn taken per direct over. Ook hij kon niet veel later zijn biezen pakken, nadat Fulham was afgezakt naar de laatste plaats. Hierna werd Felix Magath aangesteld als aangesteld, maar ook onder zijn leiding verbeterde de resultaten niet en degradeerde Fulham op zaterdag 3 mei 2014 uit de hoogste afdeling na een 4-1 nederlaag bij Stoke City.
Het duurde vier seizoenen totdat promotie naar de Premier League weer een feit was. Onder hoofdtrainer Slaviša Jokanović keerde The Whites terug doordat het de play-off finale wist te winnen van Aston Villa. Aanvaller Aleksandar Mitrović speelde daarbij een grote rol en werd later de achtste speler in de historie van de club die meer dan 100 doelpunten voor Fulham scoorde.
Terug op het hoogste niveau stelde de resultaten teleur. Jokanović werd in november 2018 dan ook vervangen door voormalig Chelsea en Leicester City-trainer Claudio Ranieri. De Italiaan kreeg de ploeg echter niet aan de praat, waarna oud-aanvoerder Scott Parker de controle overnam. Parker slaagde niet in zijn missie om Fulham op het hoogste niveau te houden, maar leidde ze wel direct terug naar het hoogste niveau door in het daaropvolgende seizoen de play-off finale te winnen van Brentford. Echter bleef ook nu het verblijf in de Premier League beperkt tot één seizoen.
Na afloop van het seizoen besloot de club afscheid te nemen van Parker die werd opgevolgd door oud-Watford en Everton trainer Marco Silva. Onder Silva won Fulham de titel in het Championship op 2 mei 2022 na een 7-0 overwinning op Luton Town. De terugkeer op het hoogste niveau verliep ditmaal een stuk beter. Halverwege het seizoen stond Fulham op de zesde plaats in de Premier League. In de tweede seizoenshelft namen de resultaten wel wat af, maar Fulham kwam niet in degradatiegevaar en eindigde in de middenmoot. Het seizoen 2023/24 verliep moeizamer, maar wederom kon de club zich handhaven door middel van een eindklassering in de brede middenmoot van de Premier League.

## Erelijst
| Internationaal                  |    |                   |
| UEFA Intertoto Cup              | 1x | 2002 (1 van de 3) |
| Nationaal                       |    |                   |
| EFL Championship                | 1x | 2022              |
| Football League First Division  | 1x | 2001              |
| Football League Second Division | 3x | 1932, 1949, 1999  |
| Southern Football League        | 2x | 1906, 1907        |
| London Challenge Cup            | 3x | 1910, 1932, 1952  |

## Stadion
Craven Cottage is sinds 1896 de thuisbasis van Fulham en heeft een capaciteit van 24.500 toeschouwers. In recente jaren werd de hoofdtribune langs de Theems ingrijpend verbouwd en uitgebreid. Door uiteenlopende oorzaken werd de oplevering hiervan meerdere malen uitgesteld. In het seizoen 2023/24 werd de tribune grotendeels in gebruik genomen.

## Eerste elftal

### Selectie
| Nr.           | Naam             | Sinds      | Contract   | Vorige club             |
| Doelmannen    | Doelmannen       | Doelmannen | Doelmannen | Doelmannen              |
| ------------- | ---------------- | ---------- | ---------- | ----------------------- |
| 1             | Bernd Leno       | 2022       | 2027       | Arsenal                 |
| 23            | Steven Benda     | 2023       | 2026       | Swansea City            |
| Verdedigers   |                  |            |            |                         |
| 2             | Kenny Tete       | 2020       | 2025       | Olympique Lyon          |
| 3             | Calvin Bassey    | 2023       | 2027       | Ajax                    |
| 5             | Joachim Andersen | 2024       | 2029       | Crystal Palace          |
| 15            | Jorge Cuenca     | 2024       | 2028       | Villarreal              |
| 21            | Timothy Castagne | 2023       | 2027       | Leicester City          |
| 30            | Ryan Sessegnon   | 2024       | 2026       | Tottenham Hotspur       |
| 31            | Issa Diop        | 2022       | 2027       | West Ham United         |
| 33            | Antonee Robinson | 2020       | 2028       | Wigan Athletic          |
| Middenvelders |                  |            |            |                         |
| 6             | Harrison Reed    | 2020       | 2027       | Southampton             |
| 8             | Harry Wilson     | 2021       | 2026       | Liverpool               |
| 10            | Tom Cairney      | 2015       | 2025       | Blackburn Rovers        |
| 16            | Sander Berge     | 2024       | 2029       | Burnley                 |
| 18            | Andreas Pereira  | 2022       | 2026       | Manchester United       |
| 20            | Saša Lukić       | 2023       | 2027       | Torino                  |
| 32            | Emile Smith Rowe | 2024       | 2029       | Arsenal                 |
| Aanvallers    |                  |            |            |                         |
| 7             | Raúl Jiménez     | 2023       | 2025       | Wolverhampton Wanderers |
| 9             | Rodrigo Muniz    | 2021       | 2026       | Flamengo                |
| 11            | Adama Traoré     | 2023       | 2025       | Wolverhampton Wanderers |
| 12            | Carlos Vinícius  | 2022       | 2025       | Benfica                 |
| 17            | Alex Iwobi       | 2023       | 2028       | Everton                 |
| 19            | Reiss Nelson     | 2024       | 2025       | Arsenal                 |

Laatste update: 15 september 2024

### Staf
| Functie           | Naam               | Sinds | Contract | Vorige club         |
| ----------------- | ------------------ | ----- | -------- | ------------------- |
| Hoofdtrainer      | Marco Silva        | 2021  | 2026     | Everton             |
| Assistent-trainer | Stuart Gray        | 2019  |          | Sheffield Wednesday |
| Assistent-trainer | Antonios Lemonakis | 2021  |          | Everton             |
| Assistent-trainer | Goncalo Pedro      | 2021  |          | Everton             |
| Keeperstrainer    | Hugo Oliveira      | 2021  |          | Everton             |

Laatste update: 15 september 2024

## Overzichtslijsten

### Eindklasseringen sinds 1947
- 1947 15e
Second Division
- 1948 11e
Second Division
- 1949 1e
Second Division
- 1950 17e
First Division
- 1951 18e
First Division
- 1952 22e
First Division
- 1953 8e
Second Division
- 1954 8e
Second Division
- 1955 14e
Second Division
- 1956 9e
Second Division
- 1957 11e
Second Division
- 1958 5e
Second Division
- 1959 2e
Second Division
- 1960 10e
First Division
- 1961 17e
First Division
- 1962 20e
First Division
- 1963 16e
First Division
- 1964 15e
First Division
- 1965 20e
First Division
- 1966 20e
First Division
- 1967 18e
First Division
- 1968 22e
First Division
- 1969 22e
Second Division
- 1970 4e
Third Division
- 1971 2e
Third Division
- 1972 20e
Second Division
- 1973 9e
Second Division
- 1974 13e
Second Division
- 1975 9e
Second Division
- 1976 12e
Second Division
- 1977 17e
Second Division
- 1978 10e
Second Division
- 1979 10e
Second Division
- 1980 20e
Second Division
- 1981 13e
Third Division
- 1982 3e
Third Division
- 1983 4e
Second Division
- 1984 11e
Second Division
- 1985 9e
Second Division
- 1986 22e
Second Division
- 1987 18e
Third Division
- 1988 9e
Third Division
- 1989 4e
Third Division
- 1990 20e
Third Division
- 1991 21e
Third Division
- 1992 9e
Third Division
- 1993 12e
Second Division
- 1994 21e
Second Division
- 1995 8e
Third Division
- 1996 17e
Third Division
- 1997 2e
Third Division
- 1998 6e
Second Division
- 1999 1e
Second Division
- 2000 9e
First Division
- 2001 1e
First Division
- 2002 13e
Premier League
- 2003 14e
Premier League
- 2004 9e
Premier League
- 2005 13e
Premier League
- 2006 12e
Premier League
- 2007 16e
Premier League
- 2008 17e
Premier League
- 2009 7e
Premier League
- 2010 12e
Premier League
- 2011 8e
Premier League
- 2012 9e
Premier League
- 2013 12e
Premier League
- 2014 19e
Premier League
- 2015 17e
Championship
- 2016 20e
Championship
- 2017 6e
Championship
- 2018 3e
Championship
- 2019 19e
Premier League
- 2020 4e
Championship
- 2021 18e
Premier League
- 2022 1e
Championship
- 2023 10e
Premier League
- 2024 13e
Premier League
- 2025 11e
Premier League

- First Division
- Second Division
- Third Division
- Premier League
- Championship

ⓘ In 1992 invoering van de Premier League en opheffing van de Fourth Division; in 2004 opheffing van de First, Second en Third Division.

### Seizoensresultaten vanaf 1993
| 1992–1993 | 12 | 24 | Second Division | 46 | 16 | 17 | 13 | 57–55  | 65  | 4.736  |
| 1993–1994 | 21 | 24 | Second Division | 46 | 14 | 10 | 22 | 50–63  | 52  | 4.655  |
| 1994–1995 | 8  | 22 | Third Division  | 42 | 16 | 14 | 12 | 60–54  | 62  | 4.207  |
| 1995–1996 | 17 | 24 | Third Division  | 46 | 12 | 17 | 17 | 57–63  | 53  | 4.191  |
| 1996–1997 | 2  | 24 | Third Division  | 46 | 25 | 12 | 9  | 72–38  | 87  | 6.644  |
| 1997–1998 | 6  | 24 | Second Division | 46 | 20 | 10 | 16 | 60–43  | 70  | 9.018  |
| 1998–1999 | 1  | 24 | Second Division | 46 | 31 | 8  | 7  | 79–31  | 101 | 11.387 |
| 1999–2000 | 9  | 24 | First Division  | 46 | 17 | 16 | 13 | 49–41  | 67  | 13.076 |
| 2000–2001 | 1  | 24 | First Division  | 46 | 30 | 11 | 5  | 90–32  | 101 | 14.985 |
| 2001–2002 | 13 | 20 | Premier League  | 38 | 10 | 14 | 14 | 36–44  | 44  | 19.550 |
| 2002–2003 | 14 | 20 | Premier League  | 38 | 13 | 9  | 16 | 41–50  | 48  | 16.705 |
| 2003–2004 | 9  | 20 | Premier League  | 38 | 14 | 10 | 14 | 52–46  | 52  | 16.342 |
| 2004–2005 | 13 | 20 | Premier League  | 38 | 12 | 8  | 18 | 52–60  | 44  | 19.838 |
| 2005–2006 | 12 | 20 | Premier League  | 38 | 14 | 6  | 18 | 48–58  | 48  | 20.606 |
| 2006–2007 | 16 | 20 | Premier League  | 38 | 8  | 15 | 15 | 38–60  | 39  | 22.279 |
| 2007–2008 | 17 | 20 | Premier League  | 38 | 8  | 12 | 18 | 38–60  | 36  | 23.774 |
| 2008–2009 | 7  | 20 | Premier League  | 38 | 14 | 11 | 13 | 39–34  | 53  | 24.340 |
| 2009–2010 | 12 | 20 | Premier League  | 38 | 12 | 10 | 16 | 39–46  | 46  | 23.909 |
| 2010–2011 | 8  | 20 | Premier League  | 38 | 11 | 16 | 11 | 49–43  | 49  | 25.043 |
| 2011–2012 | 9  | 20 | Premier League  | 38 | 14 | 10 | 14 | 48–51  | 52  | 25.293 |
| 2012–2013 | 12 | 20 | Premier League  | 38 | 11 | 10 | 17 | 50–60  | 43  | 25.394 |
| 2013–2014 | 19 | 20 | Premier League  | 38 | 9  | 5  | 24 | 40–85  | 32  | 24.977 |
| 2014–2015 | 17 | 24 | Championship    | 46 | 14 | 10 | 22 | 62–83  | 52  | 18.276 |
| 2015–2016 | 20 | 24 | Championship    | 46 | 12 | 15 | 19 | 66–79  | 51  | 17.566 |
| 2016–2017 | 6  | 24 | Championship    | 46 | 22 | 14 | 10 | 85–57  | 80  | 18.498 |
| 2017–2018 | 3  | 24 | Championship    | 46 | 25 | 13 | 8  | 79–46  | 88  | 19.896 |
| 2018–2019 | 19 | 20 | Premier League  | 38 | 7  | 5  | 26 | 34–81  | 26  | 24.371 |
| 2019–2020 | 4  | 24 | Championship    | 46 | 23 | 12 | 11 | 64-48  | 81  | 15.137 |
| 2020–2021 | 18 | 20 | Premier League  | 38 | 5  | 13 | 20 | 27-53  | 28  | --     |
| 2021–2022 | 1  | 24 | Championship    | 46 | 27 | 9  | 10 | 106-43 | 90  | 17.774 |
| 2022–2023 | 10 | 20 | Premier League  | 38 | 15 | 7  | 16 | 55-53  | 52  | 23.893 |
| 2023–2024 | 13 | 20 | Premier League  | 38 | 13 | 8  | 17 | 55-61  | 47  | 24.301 |

### Fulham in Europa
Uitslagen vanuit gezichtspunt Fulham FC
| Seizoen                                                     | Competitie    | Ronde        | Land                   | Club                  | Totaalscore | 1e W     | 2e W      | PUC  |
| ----------------------------------------------------------- | ------------- | ------------ | ---------------------- | --------------------- | ----------- | -------- | --------- | ---- |
| 2002                                                        | Intertoto Cup | 2R           | Vlag van Finland       | FC Haka Valkeakoski   | 1-1         | 0-0 (T)  | 1-1 (U)   | 0.0  |
|                                                             |               | 3R           | Vlag van Griekenland   | Egaleo FC             | 2-1         | 1-0 (T)  | 1-1 (U)   | 0.0  |
|                                                             |               | 1/2          | Vlag van Frankrijk     | FC Sochaux            | 3-0         | 1-0 (T)  | 2-0 (U)   | 0.0  |
|                                                             |               | F            | Vlag van Italië        | Bologna FC            | 5-3         | 2-2 (U)  | 3-1 (T)   | 0.0  |
| 2002/03                                                     | UEFA Cup      | 1R           | Vlag van Kroatië       | HNK Hajduk Split      | 3-2         | 1-0 (U)  | 2-2 (T)   | 8.0  |
|                                                             |               | 2R           | Vlag van Kroatië       | GNK Dinamo Zagreb     | 5-1         | 3-0 (U)  | 2-1 (T)   | 8.0  |
|                                                             |               | 3R           | Vlag van Duitsland     | Hertha BSC            | 1-2         | 1-2 (U)  | 0-0 (T)   | 8.0  |
| 2009/10                                                     | Europa League | 3Q           | Vlag van Litouwen      | Vėtra Vilnius         | 6-0         | 3-0 (U)  | 3-0 (T)   | 26.0 |
|                                                             |               | PO           | Vlag van Rusland       | Amkar Perm            | 3-2         | 3-1 (T)  | 0-1 (U)   | 26.0 |
|                                                             |               | Groep E      | Vlag van Bulgarije     | CSKA Sofia            | 2-1         | 1-1 (U)  | 1-0 (T)   | 26.0 |
|                                                             |               | Groep E      | Vlag van Zwitserland   | FC Basel              | 4-2         | 1-0 (T)  | 3-2 (U)   | 26.0 |
|                                                             |               | Groep E (2e) | Vlag van Italië        | AS Roma               | 2-3         | 1-1 (T)  | 1-2 (U)   | 26.0 |
|                                                             |               | 2R           | Vlag van Oekraïne      | FC Sjachtar Donetsk   | 3-2         | 2-1 (T)  | 1-1 (U)   | 26.0 |
|                                                             |               | 1/8          | Vlag van Italië        | Juventus FC           | 5-4         | 1-3 (U)  | 4-1 (T)   | 26.0 |
|                                                             |               | 1/4          | Vlag van Duitsland     | VfL Wolfsburg         | 3-1         | 2-1 (T)  | 1-0 (U)   | 26.0 |
|                                                             |               | 1/2          | Vlag van Duitsland     | Hamburger SV          | 2-1         | 0-0 (U)  | 2-1 (T)   | 26.0 |
|                                                             |               | F            | Vlag van Spanje        | Atlético Madrid       | 1-2         | 1-2 n.v. | < Hamburg | 26.0 |
| 2011/12                                                     | Europa League | 1Q           | Vlag van Faeröer       | NSÍ Runavík           | 3-0         | 3-0 (T)  | 0-0 (U)   | 12.0 |
|                                                             |               | 2Q           | Vlag van Noord-Ierland | Crusaders FC          | 7-1         | 3-1 (U)  | 4-0 (T)   | 12.0 |
|                                                             |               | 3Q           | Vlag van Kroatië       | RNK Split             | 2-0         | 0-0 (U)  | 2-0 (T)   | 12.0 |
|                                                             |               | PO           | Vlag van Oekraïne      | Dnipro Dnipropetrovsk | 3-1         | 3-0 (T)  | 0-1 (U)   | 12.0 |
|                                                             |               | Groep K      | Vlag van Nederland     | FC Twente             | 1-2         | 1-1 (T)  | 0-1 (U)   | 12.0 |
|                                                             |               | Groep K      | Vlag van Denemarken    | Odense BK             | 4-2         | 2-0 (U)  | 2-2 (T)   | 12.0 |
|                                                             |               | Groep K (3e) | Vlag van Polen         | Wisła Kraków          | 4-2         | 0-1 (U)  | 4-1 (T)   | 12.0 |
| Totaal aantal behaalde punten voor UEFA coëfficiënten: 46.0 |               |              |                        |                       |             |          |           | 12.0 |

Zie ook:
- Deelnemers UEFA-toernooien Engeland
- Ranglijst van alle clubs die in de diverse Europa Cups zijn uitgekomen

## Bekende (oud-)Cottagers

### Spelers
- Joachim Andersen
- Dimitar Berbatov
- George Best
- Wayne Bridge
- Andy Cole
- Chris David
- Mousa Dembélé
- Clint Dempsey
- Damien Duff
- John Heitinga
- Alex Iwobi
- Raúl Jiménez
- Andrew Johnson
- Jari Litmanen
- Aleksandar Mitrović
- Danny Murphy
- Martin O'Neill
- Scott Parker
- Andreas Pereira
- Bobby Robson
- John Arne Riise
- Bryan Ruiz
- Louis Saha
- Carlos Salcido
- Mark Schwarzer
- Ryan Sessegnon
- Chris Smalling
- Maarten Stekelenburg
- Edwin van der Sar
- Kenny Tete
- Adama Traoré
- Bobby Zamora

### Trainers
- Roy Hodgson
- Mark Hughes
- Slaviša Jokanović
- Martin Jol
- Kevin Keegan
- Felix Magath
- Scott Parker
- Claudio Ranieri
- Marco Silva